# Tygo Gernandt
Tygo Gernandt (nascido em 7 de abril de 1974 em Amsterdam, Holanda do Norte) é um ator dos Países Baixos. Ele atuou em diversos filmes neerlandeses, entre eles Van God Los, Eilandgasten, Schnitzelparadijs e De Dominee.

## Biografia
Tygo Gernandt começou a atuar aos quatro anos de idade. Em 1996, aos vinte e poucos anos ficou conhecido nacionalmente pela sua participação na soap opera Goede tijden, slechte tijden. Aproximadamente sete anos depois, em 2003, ganhou o Bezerro de Ouro de melhor ator por seu papel como Maikel no filme neerlandês Van God Los sobre uma banda violenta de criminosos de Venlo. Depois, atuou em divesos filmes neerlandeses, como Oorlogswinter.

## Filmografia
- 1993: Angie
- 1996: Hugo
- 1996: Woensdag, gehaktdag
- 1996: Naar de Klote!
- 1999: Jezus is een Palestijn
- 2001: Emergency Exit
- 2001: Soul Assassin
- 2003: Van God los
- 2003: Anderland
- 2004: Kaas
- 2004: De Dominee
- 2004: Poot!
- 2005: Het Schnitzelparadijs
- 2005: Joyride
- 2005: Eilandgasten
- 2006: Van Speijk
- 2006: Ik Omhels je met 1000 armen
- 2006: Zoop in India
- 2006: Paid
- 2006: Vivere
- 2006: SEXtet
- 2008: Nefarious
- 2008: Dunya en Desie
- 2008: Oorlogswinter
- 2009: Carmen van het Noorden
- 2009: Mijn vader is een detective
- 2009: Het leven uit een dag
- 2010: First Mission
- 2010: Black Death
- 2012: Süskind
- 2014: Bloedlink
- 2015: Michiel de Ruyter[3]